# Tomišelj
Tomišelj (Duits: Tomischel in der Krain) is een plaats in Slovenië en maakt deel uit van de gemeente Ig in de NUTS-3-regio Osrednjeslovenska. De plaats telde 418 inwoners op 1 januari 2020.

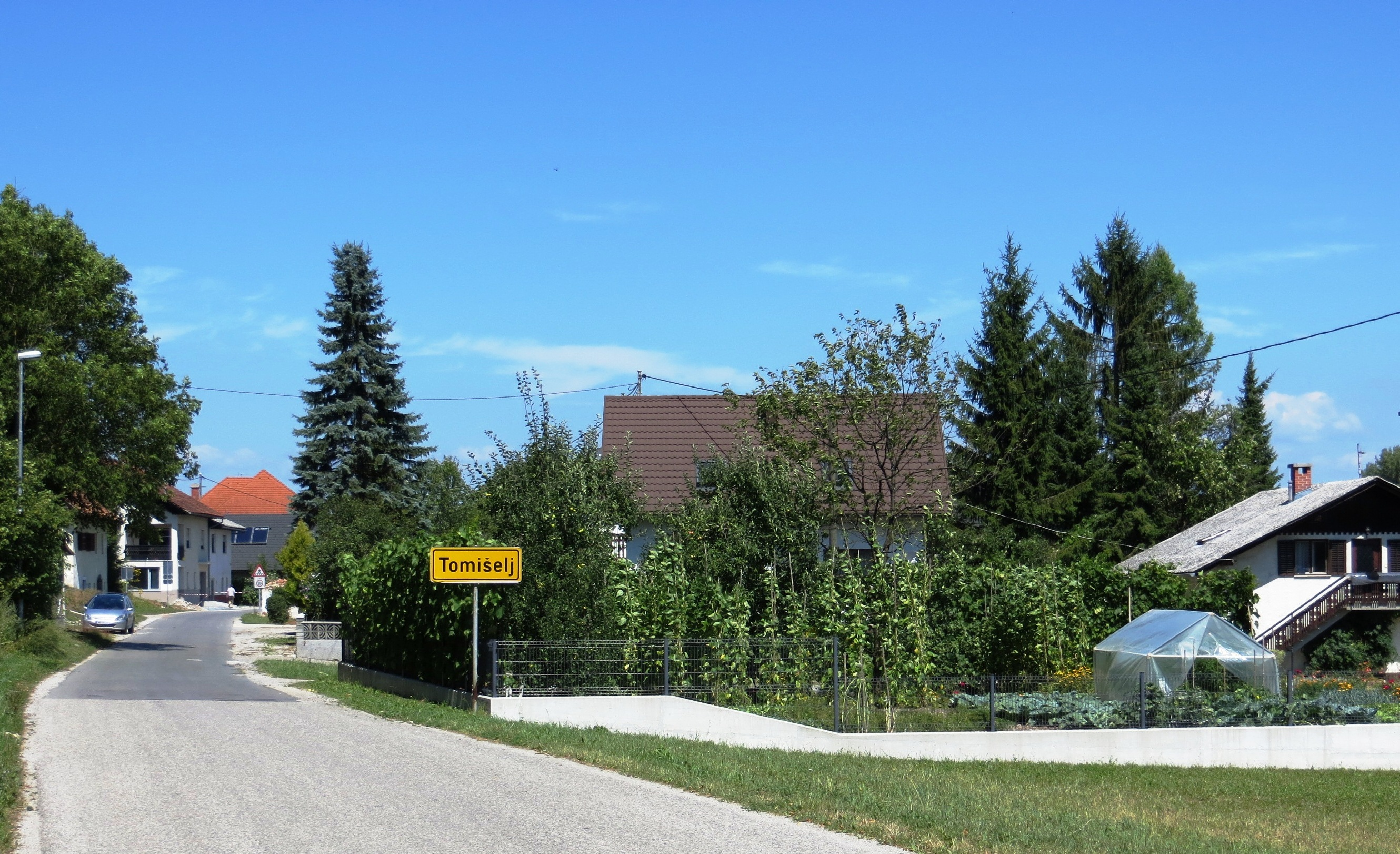
Tomišelj
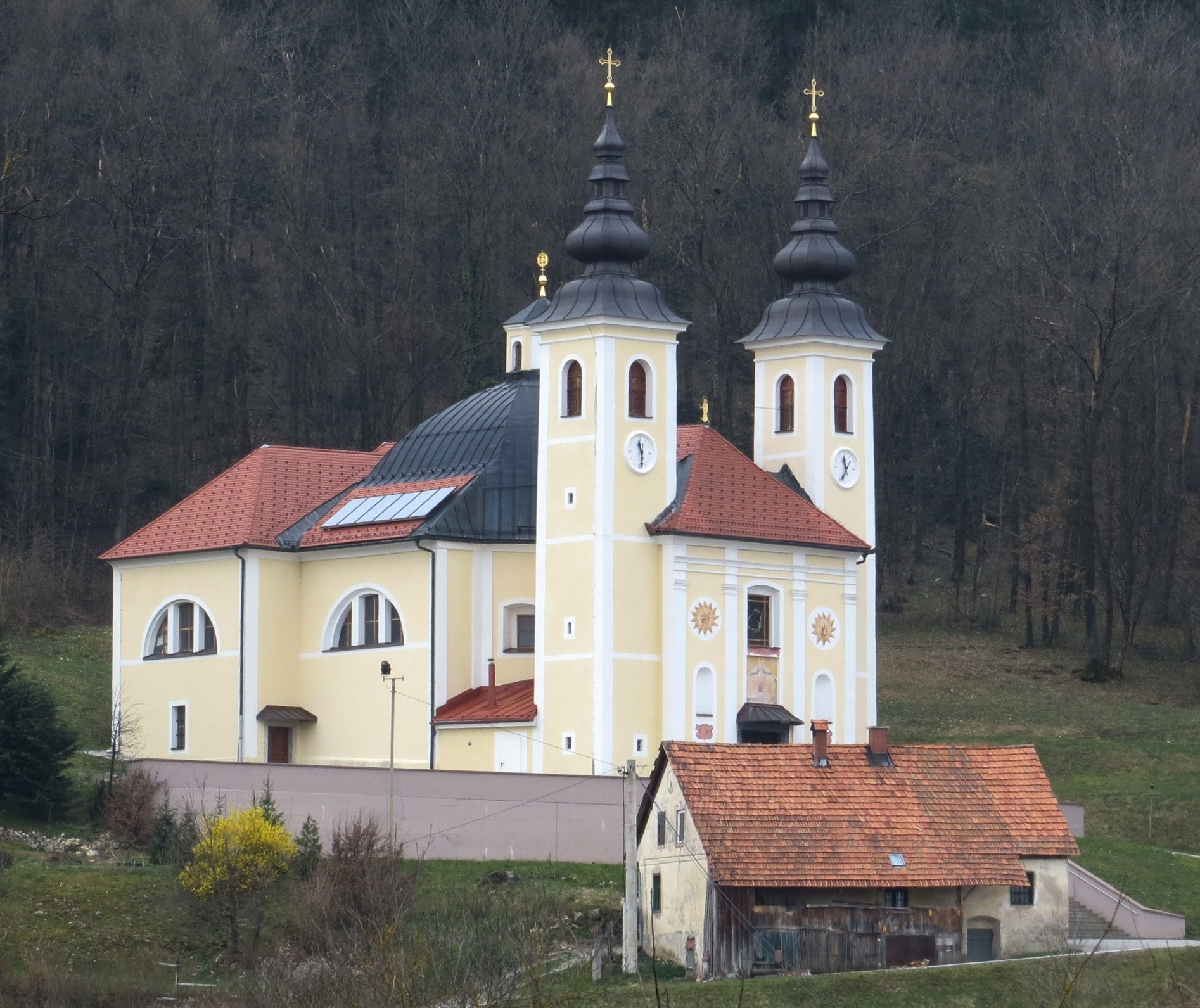
Kerk in Tomišelj